# Joe Blanton
Pour les articles homonymes, voir Blanton.
Joseph Matthew Blanton (né le 11 décembre 1980 à Nashville, Tennessee, États-Unis) est un lanceur droitier drafde la Ligue majeure de baseball. 
Joueur de 2004 à 2013, Blanton annonce sa retraite pour revenir sur sa décision en 2015. Il dispute entre autres 5 saisons chez les Phillies de Philadelphie, avec qui il remporte la Série mondiale 2008.

## Carrière

### Athletics d'Oakland

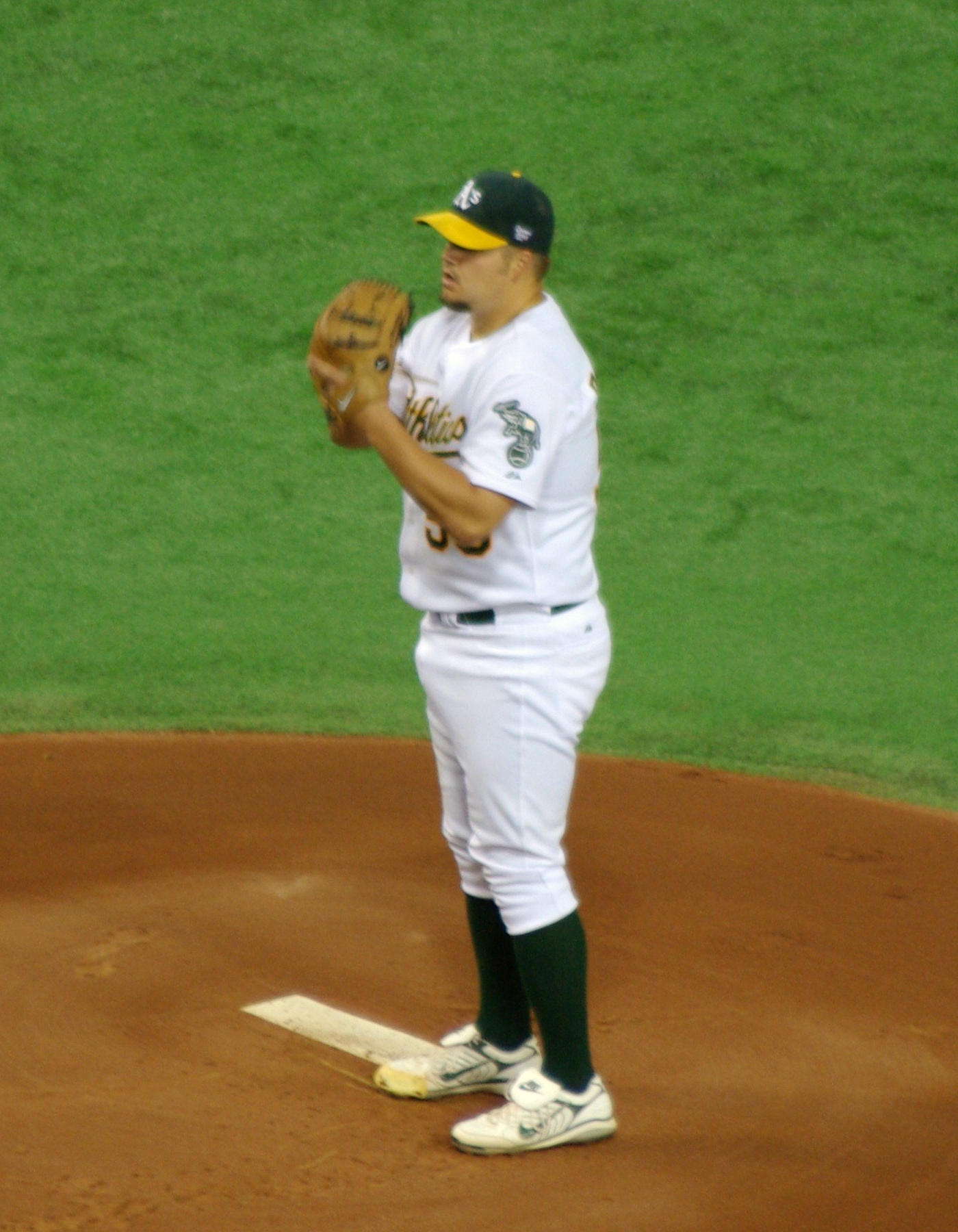
Joe Blanton en mars 2008 avec Oakland.

Après des études secondaires à la Franklin-Simpson High School de Franklin (Kentucky), Joe Blanton suit des études supérieures à l'Université du Kentucky où il porte les couleurs des Wildcats du Kentucky de 2000 à 2002.
Joe Blanton est repêché le 4 juin 2002 par les A's d'Oakland au premier tour de sélection (24e choix). Il fait ses débuts au monticule pour cette équipe à la fin de la saison 2004, où il apparait à trois reprises en relève.
Il lance sa première saison complète à Oakland en 2005. Sa fiche est de 12 victoires et 12 défaites avec une moyenne de points mérités de 3,53. Il établit un nouveau record d'équipe chez les A's avec 33 départs pour un lanceur recrue, égale la marque d'équipe avec douze gains pour un joueur de première saison. La Ligue Américaine le nomme recrue par excellence du mois de juin 2004.
En 2006, Blanton établit un sommet personnel de 16 victoires, contre 12 défaites. En 2007, sa fiche est de 14-10.

### Phillies de Philadelphie

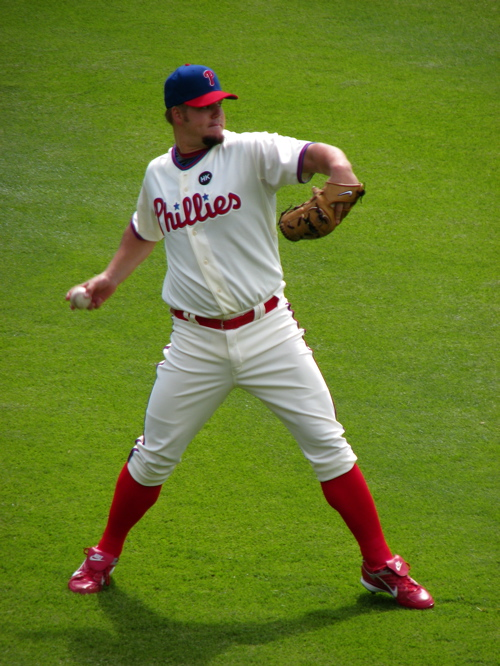
Joe Blanton en 2009 avec les Phillies.

Le lanceur éprouve des difficultés avec les Athletics d'Oakland en 2008. En juillet, alors que son dossier est de 5-12, avec une moyenne de points mérités de 4,96, les A's l'échangent à la Ligue nationale. Blanton passe aux Phillies de Philadelphie en retour de trois joueurs d'avenir, le joueur de deuxième but Adrian Cardenas, le lanceur Josh Outman et le voltigeur Matthew Spencer.
À Philadelphie, avec une équipe impliquée dans la course au championnat de sa division, Blanton se ressaisit et est invaincu en 13 départs. Malgré une moyenne élevée à 4,20, il remporte 4 victoires et ne subit aucune défaite.
Joe Blanton a fait ses débuts en Série mondiale le 26 octobre 2008 à Philadelphie dans le match #4 contre les Rays de Tampa Bay. En plus d'être crédité de la victoire, Blanton frappe un coup de circuit en sixième manche, devenant le 13e lanceur seulement dans l'histoire du baseball à frapper un circuit lors des Séries mondiales, et le premier à réaliser l'exploit depuis 1974. Pour Blanton, il s'agissait d'ailleurs d'une première longue balle en carrière, saison régulière et séries éliminatoires confondues. Il fait partie de l'équipe championne de 2008, les Phillies gagnant la finale, puis retourne en Série mondiale en 2009 mais Philadelphie s'incline devant New York.
En janvier 2010, Blanton accepte une prolongation de contrat de trois ans pour 24 millions avec les Phillies.
Blanton est 9-6 en 2010, avec une moyenne de points mérités de 4,82.

### Dodgers de Los Angeles
Le 3 août 2012, Blanton est réclamé au ballottage par les Dodgers de Los Angeles et un lanceur droitier des ligues mineures, Ryan O'Sullivan, est cédé aux Phillies en retour.
Blanton remporte deux décisions sur six avec les Dodgers et sa moyenne s'élève à 4,99 points mérités accordés par partie en 10 départs et 57 manches et deux tiers lancées. Il complète 2012 avec une fiche de 10-13 et une moyenne de 4,71 en 191 manches au cours de ses 31 matchs joués, dont 30 départs, pour les Phillies et les Dodgers.

### Angels de Los Angeles

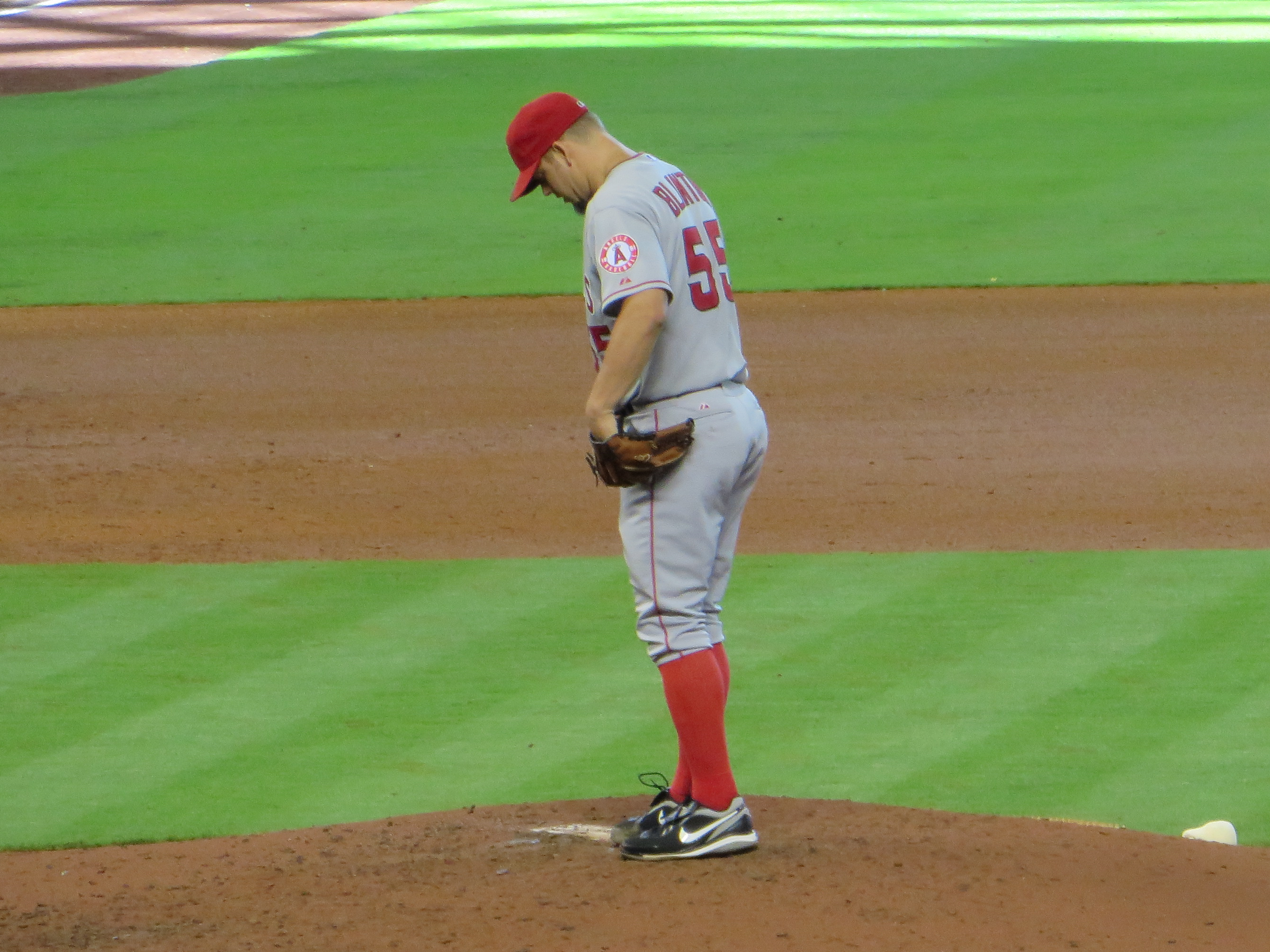
Blanton en 2013 avec les Angels.

Devenu agent libre, Blanton signe le 12 décembre 2012 un contrat de 15 millions de dollars pour deux ans avec les Angels de Los Angeles. Il connaît une saison catastrophique en 2013 chez les Angels : en 28 matchs, dont 20 départs et 8 présences en relève, sa moyenne de points mérités s'élève à 6,04 en 132 manches et deux tiers lancées et il encaisse 14 défaites contre à peine deux victoires.
Blanton s'apprête à amorcer la seconde année de son contrat de deux ans en 2014, mais à la fin de l'entraînement de printemps les Angels, peu convaincus, choisissent de le retrancher de l'équipe tout en lui payant les 8,5 millions de dollars qui lui sont dus.
Le 31 mars 2014, Blanton signe un contrat des ligues mineures avec les Athletics d'Oakland. Assigné aux ligues mineures pour commencer la saison, Blanton annonce à 33 ans sa retraite sportive au mois d'avril.

### Royals de Kansas City
Dix mois après avoir annoncé sa retraite, Blanton revient sur sa décision et rejoint le 13 février 2015 les Royals de Kansas City, avec qui il signe un contrat des ligues mineures.
Blanton effectue 4 départs et fait 11 apparitions en relève pour Kansas City en 2015. Gagnant de deux parties contre deux défaites, il maintient sa moyenne de points mérités à 3,89 et réussit 40 retraits sur des prises en 41 manches et deux tiers lancées. Il réussit les 19 et 27 juillet contre les White Sox de Chicago et les Indians de Cleveland, respectivement, les deux premiers sauvetages de sa carrière.

### Pirates de Pittsburgh
Les Royals vendent le contrat de Blanton aux Pirates de Pittsburgh le 30 juillet 2015.
Blanton est brillant dans le rôle de lanceur de relève pour les Pirates en fin de saison 2015 : sa moyenne de points mérités se chiffre à 1,57 en 34 manches et un tiers lancées lors de 21 sorties, et il remporte 5 victoires sans aucune défaite. Il complète sa saison 2015 avec 7 victoires, deux défaites, deux sauvetages et une moyenne de 2,84 en 76 manches lancées en 36 matchs au total pour Kansas City et Pittsburgh.

### Retour chez les Dodgers de Los Angeles
Le 19 janvier 2016, les Dodgers de Los Angeles ajoutent Blanton à leur personnel de releveurs. Ils rapatrient le droitier de 35 ans sur un contrat de 4 millions de dollars pour une saison.

### Nationals de Washington
Blanton évolue en 2017 pour les Nationals de Washington après avoir signé un contrat d'un an d'une valeur de quatre millions de dollars. Placé sur la liste des blessés pour une inflammation à l’épaule droite, il ne réalise pas de grandes performances sous le maillot des Nationals et décide de mettre un terme à sa carrière sportive à la fin de la saison.